# Michaël Dudok de Wit
Michaël Dudok de Wit (Abcoude, 15 luglio 1953) è un regista, sceneggiatore, animatore e illustratore olandese.

## Filmografia

### Cortometraggi
- The Interview (1978)
- Tom Sweep (1992)
- The Monk and the Fish (Le Moine et le poisson) (1994)
- Father and Daughter (2000)
- The Aroma of Tea (2006)

### Lungometraggi
- La tartaruga rossa (La Tortue rouge) (2016)

### Spot commerciali 1985-2002 (parziale)
- Actifed Germ - The Welcome Foundation, Cough Medicine
- Heinz Egg - Heinz Salad Cream
- The Long Sleep - Mcallan Malt Whiskey
- VW Sunrise - Volkswagen
- Pink Foot - Owen's Corning Roof Insulation
- Smart Illusions - Nestlé Smarties
- Noah - The Irish Lottery
- AT&T - Cinque spot
- A Life - United Airlines

### Contributi a speciali cinematografici e televisivi animati
- The Canterbury Tales/The Knight's Tale (Serie televisiva, Pizazz/S4C, UK)
- The Lion, the Watch and The Wardrobe (Film d'animazione televisivo, USA, Regno Unito e Spagna) (1980)
- Heavy Metal (Film d'animazione diretto da Gerald Potterton, Canada, USA e Regno Unito) (1980)
- Mickey's Audition (Mickey Mouse Special, Disney, USA) (1989)
- Prince Cinders (Television special, UK) (1991)
- La bella e la bestia (Storyboard, Classico Disney, USA) (1991)
- T.R.A.N.S.I.T. (cortometraggio diretto da Piet Kroon, UK and NL) (1997)
- Charlie's Christmas (Speciale televisivo, Folimage, Francia) (1998)
- Fantasia 2000 (Classico Disney) 2000
- Raining Cats and Frogs (Folimage) 2003

## Illustrazioni
- Serpenti e scale (gioco di carte, 1991)
- The History of Geneva (Editions Chenoises, Geneva, 1991)
- Oscar & Hoo (Harper Collins, 2001) ISBN 3-7941-5022-8
- Oscar and Hoo Forever (Harper Collins, 2003) ISBN 0-00-714008-8
- Vader en dochter (Leopold, Olanda, 2001) ISBN 90-258-3494-9
- Vier bevertjes in de nacht (Leopold, Olanda, 2004) ISBN 90-74336-90-6
- Vier bevertjes en een kastanje (Leopold, Olanda, 2007) ISBN 978-90-258-5030-2